# フッ化物
フッ化物（フッかぶつ、弗化物、fluoride）とはフッ素とほかの元素あるいは原子団とから構成される化合物である。フッ素は最大の電気陰性度を持つ元素であるため、HF3 などごく一部の例外を除き、化合物の中では酸化数が -1 とされる。イオン性あるいは分子性のフッ化物が知られているが分子性フッ化物は液体のものが多く、常温で気体や固体のものも少数見られる。イオン性のフッ化物でも一般に融点の低いものが多い。
イオン性のフッ化物の構成要素となる、フッ素原子が電子を1個得て単独でイオン化した陰イオン (F-) はフッ化物イオンと呼ばれる。フッ素イオンと言う名称は、現在推奨されていない。

## フッ化物イオン
フッ化物イオンはある種の結晶中ではイオン半径 119 pm の単独粒子として存在する場合もあるが、溶液や化合物によっては結晶中でも水和した F(OH2)4- として存在する場合も多い。
Me4N+F-やCp2CoF など幾つかの無水物が知られている。これらの無水物のフッ素イオン非水溶液中での振舞いは「裸のフッ素イオン」(Naked fluoride ions) として知られており、CsF の場合と比べても高い求核性を示す。その性質を利用して XeF5-、BrF6-、PF4- などの有機または無機フッ素化物が合成されている。
フッ化物イオンはケイ素との親和性が高いため、シリル基の脱保護に使われる。

## フルオロ錯体
フッ素は配位子や架橋原子となることもある。フッ化物イオンを配位子に持つ形のフルオロ錯体の代表は BF4- や SiF62- などである。
また、フッ素が M-F-M 型の架橋原子となる場合が知られている。他の架橋ハロゲン原子の結合が屈曲するのが普通なのに対して、M-F-M は直線状となるのが特徴的である。

## 性質
非金属元素との化合物は多くが孤立分子であり、一般に非イオン性のハロゲン化物は分子間力が弱く高い揮発性を持つが、原子量の小さいフッ化物は揮発性が顕著に現れる。
典型金属元素のフッ化物は、一般に低融点の典型的なイオン結晶である。アルカリ金属、銀、スズのフッ化物は水溶性を示す。一方、リチウム、アルカリ土類金属、希土類元素などとの化合物の多くは水に難溶である。すなわちイオン半径が小さいフッ化物イオンは配位する水分子も他のハロゲンイオンよりも少ない。それゆえイオン結合性が著しく強固な場合にはイオンの水和エネルギーより結晶の格子エネルギーのほうが大きくなり、結晶はかえって水に難溶または不溶となる。
フッ化物イオンはHSAB理論では極めて硬いルイス塩基と考えられている。一方、酸化数の高い非金属元素および金属元素とはBF4-、SiF6-、TaF72- などのようなフルオロ錯体を生ずる。すなわち酸化数が高い元素のフッ化物は中心元素の空の軌道が多くなり、フッ素原子からの電子受容体になりやすい。その為、共有結合を形成しやすくなる場合もある。たとえば、UF4 はイオン結合性だが UF6 は共有結合性である。
ほとんどのフッ素化物は極めて安定であるが、イオン性フッ素化物は濃硫酸と熱すると分解してフッ化水素を生ずる。

## 利用

### 歯磨剤
歯磨剤に含有されており、先進国では概ね90%以上の普及率となっている。

### 歯科治療
フッ化ナトリウムなどがフッ化物療法に用いられる。

### フッ素樹脂
一般的なポリマーは主に炭素と水素から構成されているが、水素をフッ素に置き換えると全く性質の異なるポリマーが得られる。代表的なフッ素化ポリマーであるポリテトラフルオロエチレン（PTFE、テフロン）は、撥水性・耐薬品性・耐熱性などに優れた材料として広範囲に使用されている。家庭ではフライパンの表面のコーティングに用いられている。また、フッ素化ポリマーは近赤外領域の透過性が高いため、光ファイバーの材料としても利用されつつある。

### 冷媒
フッ素の化合物の一種であるフロン（商品名フレオン）は冷媒として広く使われていた。しかし、塩素原子を含む一部のフロンはオゾン層を破壊することが判明したため、塩素原子を含まない代替フロンやフロン以外の冷媒が使用されるようになった。

### 絶縁性気体
絶縁性気体としてフッ化物の六フッ化硫黄が使われる。絶縁性能に優れ、主に容量の大きな電力機器で使われている。

### ウラン235と238の分離・濃縮
フッ素には安定同位体が19Fしか存在しない(さらに、ヨウ素の様に長寿命放射性同位体も存在しない)ことから、フッ化物はウラン235と238の混合物から核物質として有用なウラン235を分離・濃縮する際に用いられる(フッ化物の式量差は結合している金属イオンの質量差にのみ影響されるため。Cl, Br等では安定同位体が相当量あるので不可能である)。マンハッタン計画においては原子爆弾製造のため、より効率的なフッ素製造法の発見・確立に力が注がれた。